# Malte Mårtensson

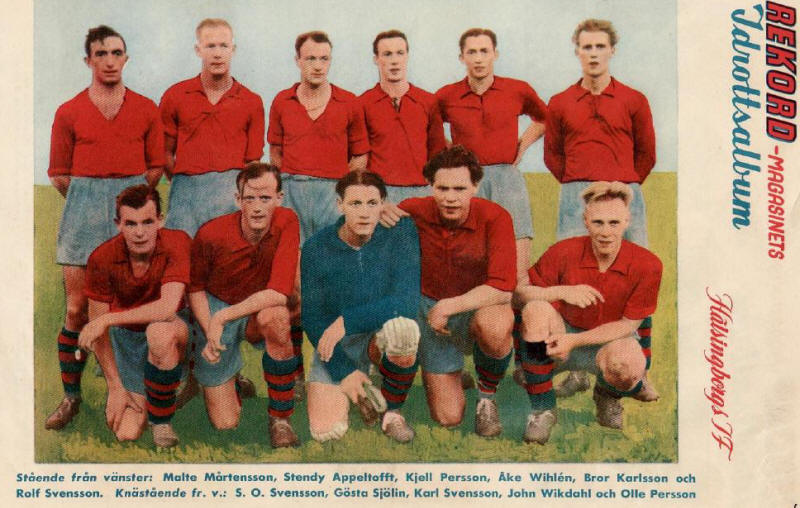
HIF:s lag 1944-45 med bland andra Sven-Ove Svensson, Kalle Svensson och Malte Mårtensson, stående längst till vänster.

Malte Harald Mårtensson, född 24 september 1916 i Helsingborg, död 22 april 1973, var en fotbollsspelare i Helsingborgs IF. Mårtensson, som kallades "Svarta Blixten", spelade 612 matcher för HIF mellan 1934 och 1953. Därmed är han den som har spelat näst flest matcher för klubben, efter Kalle Svensson.

## Biografi
Mårtensson började spela fotboll i Helsingborgsklubben Hais, som var en sammanslagning mellan Egna Hems IF och Wilson Parks BK. HAIS har sitt klubbhus endast ett stenkast från Olympia. År 1934, vid 18 års ålder, gick han över till HIF. Det dröjde dock ett år till dess att han debuterade i klubbens A-lag genom matchen om jubileumspokalen mot Malmö FF den 24 mars 1935. Han debuterade i landslaget 1937 och gjorde 16 landskamper. Mårtensson var bland annat med i det lag som mötte Tyskland i Berlin under andra världskriget (1942), och han gjorde i den matchen det avgörande 3–2-målet. Matchen var mycket kontroversiell, eftersom det nazistiska Tyskland annars bara spelade mot sina allierade i kriget.
När HIF som första lag i Sverige år 1941 spelade hem "dubbeln" – både allsvensk vinst och cupvinst – gjorde Malte Mårtensson i Svenska cupens semifinal alla sex målen i 6–2 vinsten mot Degerfors IF. Några veckor senare vann HIF finalen med 3–1 mot IK Sleipner och blev svenska cupmästare för första gången, mycket tack vare Mårtensson. I sin 500:e match för Helsingborgs IF gjorde han 1–0-målet i matchen mot Saigons landslag under klubbens turné i Ostasien.  
Efter att ha avslutat sin karriär som spelare 1953 fortsatte Mårtensson som tränare och styrelseledamot i Helsingborgs IF. År 1966 förlorade han synen i en trafikolycka, varpå han avslutade sin tränarkarriär. Han fortsatte dock som ledamot i HIF:s styrelse fram till 1970. Som stöd för Mårtensson hölls en välgörenhetsmatch på Olympia mellan 1948 års olympiska fotbollslandslag och TV-laget, där överskottet gick till Mårtensson.
Inför Helsingborgs IF:s 100-årsjubileum 2007 togs Mårtensson ut som högerytter i "Tidernas bästa HIF-elva" av Helsingborgs Dagblad.

### Meriter
- Svensk cupvinnare 1941 med HIF
- SM-guld 1941 med Helsingborgs IF